# Pardosa royi
Espèce
Pardosa royi est une espèce d'araignées aranéomorphes de la famille des Lycosidae.

## Distribution
Cette espèce est endémique du Bangladesh.

## Description
La femelle holotype mesure 6,30 mm.

## Étymologie
Cette espèce est nommée en l'honneur d'Acharya Profulla Chandra Roy (1861-1944).

## Publication originale
- Biswas & Raychaudhuri, 2003 : Wolf spiders of Bangladesh: genus Pardosa C. L. Koch (Araneae: Lycosidae). Records of the Zoological Survey of India, no 101, p. 107-125 (texte intégral).